# Choanograptis ambigua
Choanograptis ambigua är en fjärilsart som beskrevs av Diakonoff 1952. Choanograptis ambigua ingår i släktet Choanograptis och familjen vecklare. Inga underarter finns listade i Catalogue of Life.